# Picramnia guerrerensis
Picramnia guerrerensis är en tvåhjärtbladig växtart som beskrevs av William Wayt Thomas. Picramnia guerrerensis ingår i släktet Picramnia och familjen Picramniaceae. Inga underarter finns listade.